# Pentakarbonyl železa
Pentakarbonyl železa (též jen karbonyl železa; systematický název pentakarbonylželezo) je sloučenina se vzorcem Fe(CO)5. Za normálních podmínek jde o slámově zbarvenou kapalinu štiplavého zápachu. Je běžným prekurzorem různých sloučenin železa, včetně mnoha takových, které se používají v organické syntéze. Připravuje se reakcí jemných částic železa s oxidem uhelnatým. Jedná se o relativně levnou chemikálii.[zdroj?]
Pentakarbonyl železa je jedním z homoleptických karbonylů kovů; tzn. že oxid uhelnatý je zde jediným ligandem komplexu s železem. Mezi další příklady patří osmistěnný hexakarbonyl chromu a čtyřstěnný tetrakarbonyl niklu. Většina kovových karbonylů má 18 valenčních elektronů; Fe(CO)5 tomuto vzoru odpovídá tak, že má osm elektronů na atomu železa a pět párů elektronů poskytnutých ligandy CO. Vzhledem k symetrické struktuře a neutralitě náboje je Fe(CO)5 těkavý. Je jedním z nejrozšířenějších kapalných kovových komplexů. Má trigonální bipyramidální strukturu, kde je atom železa obklopen pěti ligandy CO; tři jsou v příčných (rovníkových) pozicích a dva jsou vázány osově. Vazby Fe-C-O jsou lineární.
Fe(CO)5 je archetypem fluxionální (proměnlivé) molekuly, vzhledem k rychlé výměně osových a příčných skupin CO prostřednictvím Berryho pseudorotace na časové ose NMR. V důsledku toho vykazuje 13C NMR spektrum pouze jeden signál jako znak rychlé výměny mezi neekvivalentními pozicemi CO.
Karbonyl železa se někdy plete s karbonylovým železem, což je vysoce čistý kov připravovaný rozkladem pentakarbonylu železa.

## Toxicita a bezpečnost
Fe(CO)5 je toxický (ovšem méně než například tetrakarbonyl niklu) a může být nebezpečný kvůli své těkavosti (tlak par: 21 mmHg při 20 °C). Při vdechování může způsobit podráždění plic, toxickou pneumonitidu nebo edém plic. Podobně jako jiné karbonyly je hořlavý.